# Liste der Stolpersteine in Alsfeld
Die Liste der Stolpersteine in Alsfeld enthält alle Stolpersteine, die im Rahmen des gleichnamigen Projekts von Gunter Demnig in Alsfeld verlegt wurden. Mit ihnen soll an Opfer des Nationalsozialismus erinnert werden, die in Alsfeld lebten und wirkten.
Bisher fanden an drei Terminen Verlegungen statt. Damit liegen insgesamt 42 Steine in Alsfeld.

## Verlegte Stolpersteine
| Adresse                  | Verlegedatum  | Person                | Inschrift                                                                                                 | Bild | Anmerkung |
| ------------------------ | ------------- | --------------------- | --- | --- | --------- |
| Altenburger Straße 21 ·  | 7. Sep. 2010  | Josef Strauss         | Hier wohnte Josef Strauss Jg. 1872 deportiert 1942 Theresienstadt tot 30.11.1942                          | |           |
| Altenburger Straße 21 ·  | 7. Sep. 2010  | Meta Strauss          | Hier wohnte Meta Strauss Jg. 1906 deportiert 1942 ermordet in Riga                                        | |           |
| Altenburger Straße 21 ·  | 7. Sep. 2010  | Rebekka Strauss       | Hier wohnte Rebekka Strauss geb. Lazarus Jg. 1873 deportiert 1942 ermordet in Riga                        | |           |
| Amthof 2 ·               | 24. Okt. 2009 | Selma Rotschild       | Hier wohnte Selma Rothschild geb. Wetterhahn Jg. 1875 deportiert 27.9.1942 Theresienstadt tot 16.3.1943   | |           |
| Grünberger Straße 22 ·   |               | Sally Flörsheim       | | Bild gesucht Die Wikipedia wünscht sich an dieser Stelle ein Bild vom hier behandelten Ort. Falls du dabei helfen möchtest, erklärt die Anleitung , wie das geht. BW |           |
| Grünberger Straße 30 ·   | 7. Sep. 2010  | Markus Strauss        | | Bild gesucht Die Wikipedia wünscht sich an dieser Stelle ein Bild vom hier behandelten Ort. Falls du dabei helfen möchtest, erklärt die Anleitung , wie das geht. BW |           |
| Grünberger Straße 30 ·   | 7. Sep. 2010  | Therese Strauss       | | Bild gesucht Die Wikipedia wünscht sich an dieser Stelle ein Bild vom hier behandelten Ort. Falls du dabei helfen möchtest, erklärt die Anleitung , wie das geht. BW |           |
| Hersfelder Straße 53 ·   | 27. Sep. 2011 | Friederike Adler      | Hier wohnte Friederike Adler geb. Spier Jg. 1878 deportiert 1942 Theresienstadt ermordet 11.9.1943        | |           |
| Ludwigsplatz 2 ·         | 7. Sep. 2010  | Julius Justus         | Hier wohnte Julius Justus Jg. 1880 deportiert 1942 Theresienstadt tot 29.5.1943                           | |           |
| Ludwigsplatz 2 ·         | 7. Sep. 2010  | Rosa Justus           | Hier wohnte Rosa Justus geb. Hanauer Jg. 1878 deportiert 1942 Theresienstadt ermordet 15.5.1944 Auschwitz | |           |
| Ludwigsplatz 4 ·         | 7. Sep. 2010  | Hedwig Loeser         | | Bild gesucht Die Wikipedia wünscht sich an dieser Stelle ein Bild vom hier behandelten Ort. Falls du dabei helfen möchtest, erklärt die Anleitung , wie das geht. BW |           |
| Mainzer Gasse 1 ·        | 24. Okt. 2009 | Auguste Stern         | Hier wohnte Auguste Stern geb. Schuster Jg. 1880 deportiert 1942 ermordet 1943 in Auschwitz               | |           |
| Mainzer Gasse 1 ·        | 24. Okt. 2009 | Julius Stern          | Hier wohnte Julius Stern Jg. 1871 deportiert 15.9.1942 Theresienstadt tot 14.2.1943                       | |           |
| Mainzer Gasse 1 ·        | 24. Okt. 2009 | Walter Stern          | Hier wohnte Walter Stern Jg. 1914 deportiert Majdanek ermordet 10.6.1942                                  | |           |
| Mainzer Gasse 7 ·        | 24. Okt. 2009 | Leopold Spier         | Hier wohnte Leopold Spier Jg. 1879 gedemütigt/entrechtet Flucht in den Tod 21.4.1936                      | |           |
| Mainzer Gasse 13 ·       | 24. Okt. 2009 | Levi Buxbaum          | Hier wohnte Levi Buxbaum Jg. 1876 deportiert 1942 ermordet in Auschwitz                                   | |           |
| Mainzer Gasse 13 ·       | 24. Okt. 2009 | Frieda Lorsch         | Hier wohnte Frieda Lorsch Jg. 1877 deportiert 1942 tot in Theresienstadt                                  | |           |
| Mainzer Gasse 20 ·       | 24. Okt. 2009 | Auguste Strauss       | Hier wohnte Auguste Strauss geb. Markus Jg. 1873 deportiert 22.11.1941 Kowno ermordet 25.11.1941          | |           |
| Obergasse 19 ·           | 7. Sep. 2010  | Frieda Rothschild     | Hier wohnte Frieda Rothschild geb. Nussbaum Jg. 1867 deportiert 1942 Theresienstadt tot 21.10.1942        | |           |
| Pfarrwiesenweg 12 ·      | 27. Sep. 2011 | Adele Bettmann        | Hier wohnte Adele Bettmann geb. Rothschild Jg. 1872 deportiert 1942 Theresienstadt ermordet 19.12.1943    | |           |
| Pfarrwiesenweg 12 ·      | 27. Sep. 2011 | Jakob Bettmann        | Hier wohnte Jakob Bettmann Jg. 1873 deportiert 1942 Theresienstadt ermordet 30.3.1944                     | |           |
| Rittergasse 4 ·          | 24. Okt. 2009 | Sara Lorsch           | Hier wohnte Sara Lorsch geb. Moses Jg. 1861 deportiert 30.9.1942 Theresienstadt tot 23.11.1942            | |           |
| Rittergasse 4 ·          | 24. Okt. 2009 | Selma Lorsch          | Hier wohnte Selma Lorsch geb. Stiefel Jg. 1898 deportiert 30.9.1942 ermordet in Treblinka                 | |           |
| Rittergasse 4 ·          | 24. Okt. 2009 | Gustav Lorsch         | Hier wohnte Gustav Lorsch Jg. 1894 deportiert 30.9.1942 ermordet in Treblinka                             | |           |
| Rittergasse 4 ·          | 24. Okt. 2009 | Norbert Lorsch        | Hier wohnte Norbert Lorsch Jg. 1927 deportiert 30.9.1942 ermordet in Treblinka                            | |           |
| Rittergasse 4 ·          | 24. Okt. 2009 | Arno Lorsch           | Hier wohnte Arno Lorsch Jg. 1928 deportiert 30.9.1942 ermordet in Treblinka                               | |           |
| Steinborngasse 12 ·      | 24. Okt. 2009 | Jeanette Lore Strauss | Hier wohnte Jeanette Lore Strauss Jg. 1921 deportiert 1942 ermordet in Zamosc                             | |           |
| Steinborngasse 12 ·      | 24. Okt. 2009 | Sally Baer            | Hier wohnte Sally Baer Jg. 1875 deportiert 7.9.1942 Theresienstadt tot 29.10.1942                         | |           |
| Steinborngasse 12 ·      | 24. Okt. 2009 | Ida Baer              | Hier wohnte Ida Baer geb. Strauss Jg. 1888 deportiert 1942 ermordet in Auschwitz                          | |           |
| Untere Fulder Gasse 34 · | 27. Sep. 2011 | Johanna Lorsch        | Hier wohnte Johanna Lorsch Jg. 1883 deportiert 1942 Treblinka ermordet 30.9.1942                          | |           |
| Untere Fulder Gasse 34 · | 27. Sep. 2011 | Karl Lorsch           | Hier wohnte Karl Lorsch Jg. 1896 deportiert 1942 Majdanek ermordet 6.3.1943                               | |           |
| Untergasse 15 ·          | 27. Sep. 2011 | Regina Levi           | Hier wohnte Regina Levi Jg. 1872 deportiert 1942 Theresienstadt ermordet 30.9.1942                        | |           |
| Untergasse 15 ·          | 27. Sep. 2011 | Siegfried Döllefeld   | Hier wohnte Siegfried Döllefeld Jg. 1874 deportiert 1942 Theresienstadt ermordet 23.2.1943                | |           |
| Untergasse 15 ·          | 27. Sep. 2011 | Marim Stern           | Hier wohnte Marim Stern Jg. 1897 Majdanek tot 2.9.1942                                                    | |           |
| Untergasse 15 ·          | 27. Sep. 2011 | Erna Stern            | Hier wohnte Erna Stern geb. Katz Jg. 1897 deportiert ermordet 1942 in Theresienstadt                      | |           |
| Untergasse 15 ·          | 27. Sep. 2011 | Marga Lore Stern      | Hier wohnte Marga Lore Stern Jg. 1928 deportiert 1942 Richtung Osten ermordet                             | |           |
| Untergasse 15 ·          | 27. Sep. 2011 | Lotte Stern           | Hier wohnte Lotte Stern Jg. 1932 deportiert 1942 Richtung Osten ermordet                                  | |           |
| Untergasse 21 ·          | 27. Sep. 2011 | Isaak Rothschild      | Hier wohnte Isaak Rothschild Jg. 1878 deportiert 1941 ermordet 1942 in Riga                               | |           |
| Untergasse 31 ·          | 27. Sep. 2011 | Fanny Speier          | Hier wohnte Fanny Speier geb. Adler Jg. 1873 deportiert 1942 Theresienstadt ermordet 11.3.1943            | |           |
| Zeller Weg 3 ·           | 7. Sep. 2010  | Walter Stein          | Hier wohnte Walter Stein Jg. 1931 deportiert 1941 Kowno ermordet 25.11.1941                               | |           |
| Zeller Weg 3 ·           | 7. Sep. 2010  | Alice Stein           | Hier wohnte Alice Stein geb. Hammel Jg. 1901 deportiert 1941 Kowno ermordet 25.11.1941                    | |           |
| Zeller Weg 3 ·           | 7. Sep. 2010  | Ernst Stein           | Hier wohnte Ernst Stein Jg. 1935 deportiert 1941 Kowno ermordet 25.11.1941                                | |           |

## Verlegungen
- 24. Oktober 2009: 16 Stolpersteine an sieben Adressen[1]
- 7. September 2010: 13 Stolpersteine an sechs Adressen[2]
- 27. September 2011: 13 Stolpersteine an sechs Adressen[3]